# فضائي 3
فضائي 3 (بالإنجليزية: Alien 3)‏ هو فيلم رعب تم إنتاجه في الولايات المتحدة وصدر في سنة 1992. الفيلم من إخراج ديفيد فينشر من بطولة سيغورني ويفر، تشارلز دانس، تشارلز س. دوتون و[لانس هنريكسن.

## الميزانية والإيرادات
بلغت تكلفة إنتاج الفيلم حوالي 50 مليون دولار أمريكي، بينما حقق أرباحًا تقدر بـ 159,773,545 دولارًا.

## وصلات خارجية
- فضائي 3 على موقع IMDb (الإنجليزية)
- فضائي 3 على موقع ميتاكريتيك (الإنجليزية)
- فضائي 3 على موقع الموسوعة البريطانية (الإنجليزية)
- فضائي 3 على موقع روتن توميتوز (الإنجليزية)
- فضائي 3 على موقع نتفليكس (الإنجليزية)
- فضائي 3 على موقع قاعدة بيانات الأفلام العربية
- فضائي 3 على موقع ألو سيني (الفرنسية)
- فضائي 3 على موقع Turner Classic Movies (الإنجليزية)
- فضائي 3 على موقع أول موفي (الإنجليزية)
- فضائي 3 على موقع بوكس أوفيس موجو (الإنجليزية)